# خواكين كورتيزو
خواكين كورتيزو (بالإسبانية: Joaquín Cortizo)‏ هو لاعب كرة قدم إسباني في مركز الدفاع، ولد في 4 أكتوبر 1932 في ريبادافيا في إسبانيا، وتوفي في 4 يناير 2018 في Las Infantas ‏ في إسبانيا. لعب مع ريال جيان وريال سرقسطة وسيلتا فيغو.